# Чен Ир Сон, Андрей Буирович
Андрей Буирович Чен Ир Сон (Чен Ир-Сон, Чен-Ирсон; 6 августа 1921, Владивосток — 25 февраля 1984, Алма-Ата) — советский футболист корейского происхождения, нападающий. Заслуженный тренер Узбекской ССР (1966).

## Биография
Родился 6 августа 1921 года во Владивостоке.
В 1937 г. в результате сталинской переселенческой политики оказался в Казахстане. В 1943 году начал выступления за клуб «Динамо» (Алма-Ата).
В чемпионатах СССР играл за команды Алма-Аты «Динамо» (1946, третья группа, 1948—1953, Класс «Б»), «Спартак» (1947, вторая группа), «Локомотив» / «Урожай», впоследствии «Кайрат» (1954—1955, Класс «Б»).
Начиная сезон 1955 г. как игрок, Чен Ир Сон уже в его начале переходит на тренерскую работу в качестве помощника старшего тренера Аркадия Вольфовича Хохмана. В 1955 г. «Урожай» занял 10 место из 16 команд 2-й зоны класса «Б». В сезоне 1956 г. команда очень неуверенно стартовала, в результате после 1-го круга вместо Хохмана на должность старшего тренера из Москвы был приглашен известный специалист Петр Григорьевич Зенкин, вместе с которым Чен Ир Сон продолжил работать в тренерском штабе теперь уже «Кайрата» (название команда получила 1 июля 1956 г.). 15-е место из 18 участников в 1956 г. сменилось 7-м из 16 команд 3-й зоны класса «Б» чемпионата СССР 1957 г.
5 июня 1958 г. по ходатайству спортивных организаций КНДР был командирован в город Пхеньян, где в течение нескольких лет работал консультантом национальной, молодежной и других сборных команд Северной Кореи. В 1959 был главным тренером сборной Пхеньяна, совершившей турне по СССР. Тренером сборной КНДР, на чемпионате мира 1966 сенсационно вышедшей в четвертьфинал, был Мён Рэ Хён — стажёр Чен Ир Сона.
В 1965—1967 гг. был старшим тренером узбекского клуба «Политотдел» (колхоз Дустлик), с которым в 1966 году вышел в финальный турнир второй группы класса «А», где команда заняла 3 место. По итогам сезона 1966 года игроки «Политотдела» получили звания мастеров спорта СССР, а Чен Ир Сон стал заслуженным тренером Узбекской ССР.
В 1968 г. Чен Ир Сон получает назначение на пост старшего тренера «Востока» (Усть-Каменогорск), выступавшего наряду с еще двумя казахстанскими командами («Шахтером» из Караганды и «Металлургом» из Чимкента) во 2-й группе класса «А». Помощником у Чена работал Геннадий Костюченко. «Восток» выступил тогда не слишком удачно: лишь 15-е место при 21 участнике турнира в 4-й подгруппе. Однако в сезоне 1968 г. команда выиграла Кубок на приз Совета Министров КазССР. В финальном матче 7 апреля в Алма-Ате «Восток» обыграл со счетом 2:1 джамбулский «Восход».
В 1969 году тренировал «Кайрат». Команде на первом этапе не хватило очка, чтобы попасть в группу, боровшуюся за 1-14 места, а в турнире аутсайдеров «Кайрат» занял 17 место из 20 и вылетел из первой группы класса «А».
В дальнейшем Чен Ир Сон еще один раз попробовал себя в должности тренера команды мастеров: в 1974 г. возглавил «Динамо» (Целиноград), выступавшее в 1-й зоне 2-й лиги. Работа в Целинограде не заладилась, команда находилась в конце турнирной таблицы, и после окончания 1-го круга в ней произошла смена тренера: в июле вместо Чен Ир Сона пришел Владимир Котляров.
После завершения профессиональной тренерской карьеры в 1970-х годах стал преподавателем кафедры физвоспитания КазГУ имени С. М. Кирова.
Скончался 25 февраля 1984 года в Алма-Ате, похоронен на Северном кладбище города.